# Myriam Bessette
Pour les articles homonymes, voir Bessette.
Myriam Bessette est une artiste québécoise née en 1975 à Montréal. Elle est détentrice d’un baccalauréat de l'École des arts visuels et médiatiques de l'Université du Québec à Montréal (2001).

## Biographie
D’une formation en arts visuels, Myriam Bessette explore dès ses débuts le dessin et l’échantillonnage sonore qu’elle transforme et anime à l’aide d’outils technologiques. En 2001, elle jointe le centre d'artistes Perte de signal avec lequel elle présente sa première exposition à la galerie EOF à Paris l’année suivante. Sa première œuvre indépendante, Azur (2001) est acquise par le Musée national des beaux-arts du Québec en 2004. Elle vit et travaille à Montréal.

## Pratique artistique
La pratique artistique de Myriam Bessette participe au cinéma élargi et sa démarche s’inscrit dans l’expérimentation des possibilités d’enlacement de l’image et du son. Ces œuvres rythmées et synesthésiques, engendrée par des éléments graphiques en permutation continuelle, réconcilient le statut traditionnel de l’œuvre d’art, unique et éternel, et celui, actuel, marqué par le recyclage et l’extrême variabilité des données. C’est la réalité électronique qu’elle travaille, façonne, pour offrir à notre regard des propositions chromatiques toujours étonnantes.

## Œuvres

### Installations
- 2002 : Pernutation
- 2004 : À flot
- 2004 : Flagelles
- 2007 : Acre
- 2008 : Nuée
- 2006-2012 : Conciliabule

### Vidéographie
- 2000 : Blanc
- 2000 : Noir
- 2000 : Nutation
- 2001 : Azur
- 2002 : Alizé
- 2003 : Nuée
- 2007 : N’acre
- 2012 : Futaie
- 2013 : Ventis

## Expositions
- Galerie EOF (Paris) 2002[9]
- Galerie Séquence (Saguenay) 2003[10]
- Bienal de fotografia (Mexico) 2004[11]
- Galerie d’art d’Ottawa 2006[12]
- Centre for Art Tapes (Halifax) 2006[13]
- Centre d'exposition Expression (Saint-Hyacinthe) 2007[14]
- Fluctuating Images (Stuttgart) 2008[15]
- The New Gallery (Calgary) 2008[16]
- Centre national d’exposition (Jonquière) 2012[17]
- Biennale internationale d’arts numériques de Montréal 2012[18]
- Contemporary Istanbul 2014[19]
- KunstKraftWerk (Leipzig) 2015[20]
- Galerie des grands bains douches de la plaine (Marseille) 2017[21]

## Festivals
- Instants Vidéo France 2000, 2011[22]
- Backup New Media and Film festival Allemagne 2000, 2015[23]
- Avanto Helsinki Media Art Festival Finlande 2001, 2002[24]
- European Media art Festival Allemagne 2002, 2018[25]
- London International Film Festival Grande-Bretagne 2001, 2004[26]
- Signal & Noise Festival of Video and Sound Vancouver 2003[27]
- Videoex Suisse 2004[28]
- Artronica Colombie 2004[29]
- Festival du Cinéma International en Abitibi-Témiscamingue Canada 2004
- Onion City Experimental Film and Video Festival États-Unis 2004, 2005, 2006, 2013[30]
- Athenes video festival 2006[31]
- Image International Festival Colombie 2007[32]
- Antimatter Festival of underground short film & video Canada 2008[33]